# Dietenheim
Dietenheim város Németországban, az Alb-Donau-Kreis délkeleti szélén, Baden-Württemberg tartományban.

## Fekvése
Memmingentől északra fekvő település.

## Története
Az ember megtelepedésének első nyomai az újkőkorba vezetnek. A neolitikum idejéből való leletek azonban a környező területekre is jellemzők voltak. Gerthofsis délnyugati részén Hallstatt kori nekropoliszt és hamvasztásos temetkezések nyomait is feltárták.
Dietenheimtől északnyugatra pedig római korból Marcus Aurelius (161-180 -római császár) idejéből való érmét találtak. A kapcsolódó település nem ismert, de Unterbalzheimtől északra ismertek egy egykori római birtok maradványai. A létesítmény a Donau-Iller-Rajna limes, valószínűleg a 3. századból.
A középkorból származnak a Regglisweiler ("Teufelsgraben") sánc, valamint két Altenberg bástya Dietenheim közelében.
A település nevét 973-ban említették először a dokumentumok.
A harmincéves háború alatt a város leégett. 1796 és 1800 körül a francia csapatok elfoglalták a várost. 1806-ban a város a Bajor Királyság része volt.

## Itt születtek, itt éltek
- Martin Brenner (1548-1616), 1585-1615 – püspök
- Franz Xaver Forchner (1717-1751)- barokk festő
- James Speth (1820-1856) – egyházi festő

## Galéria

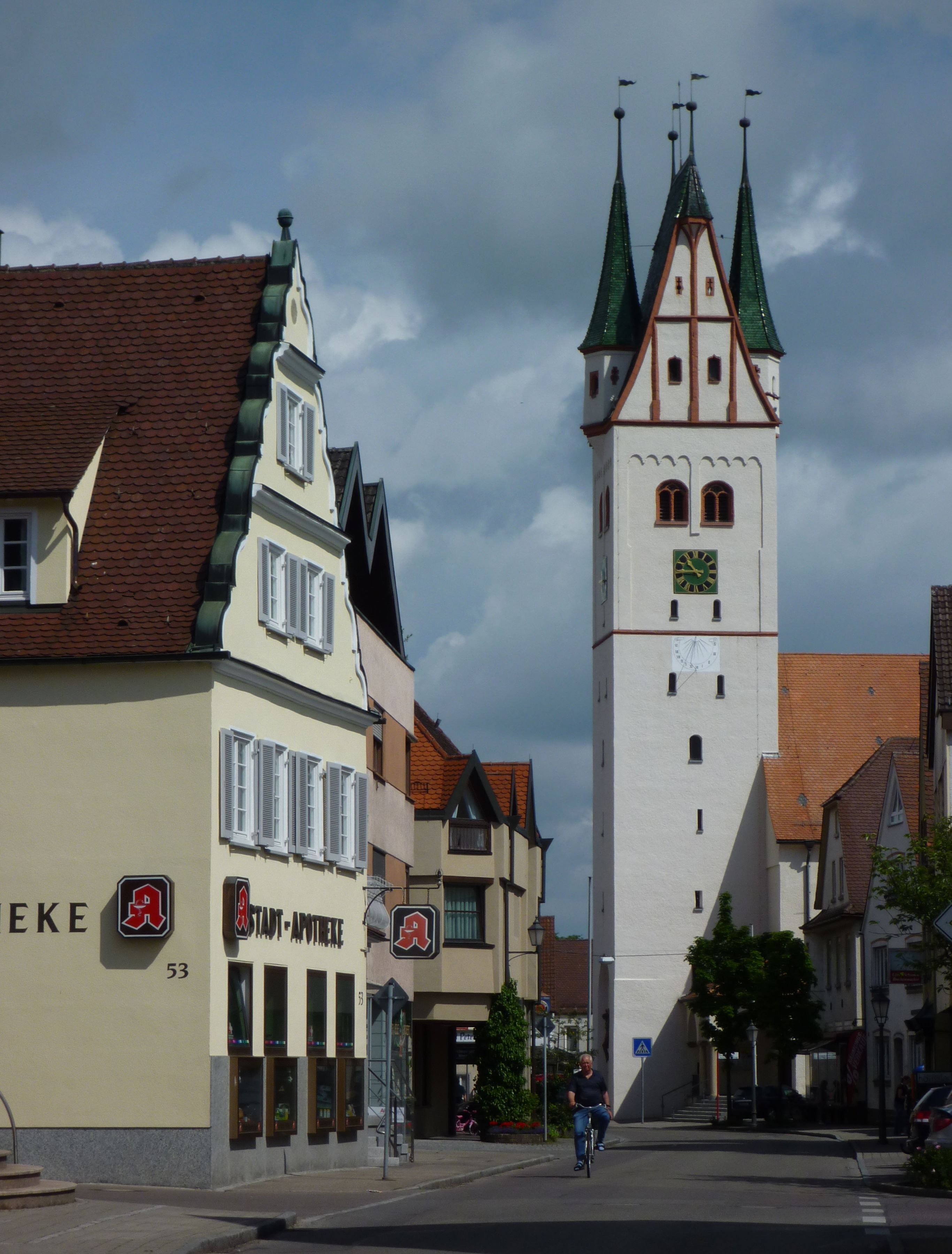
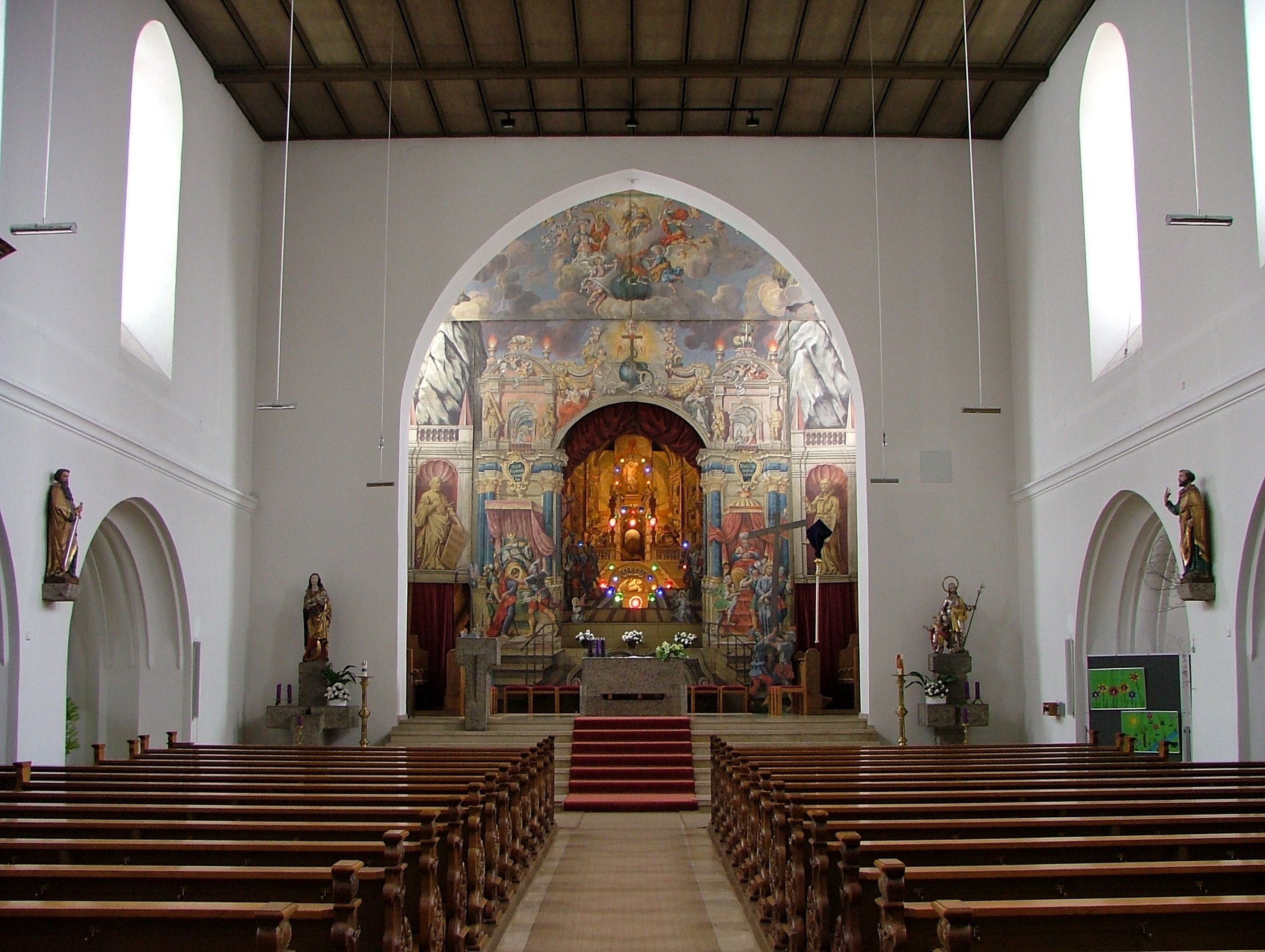
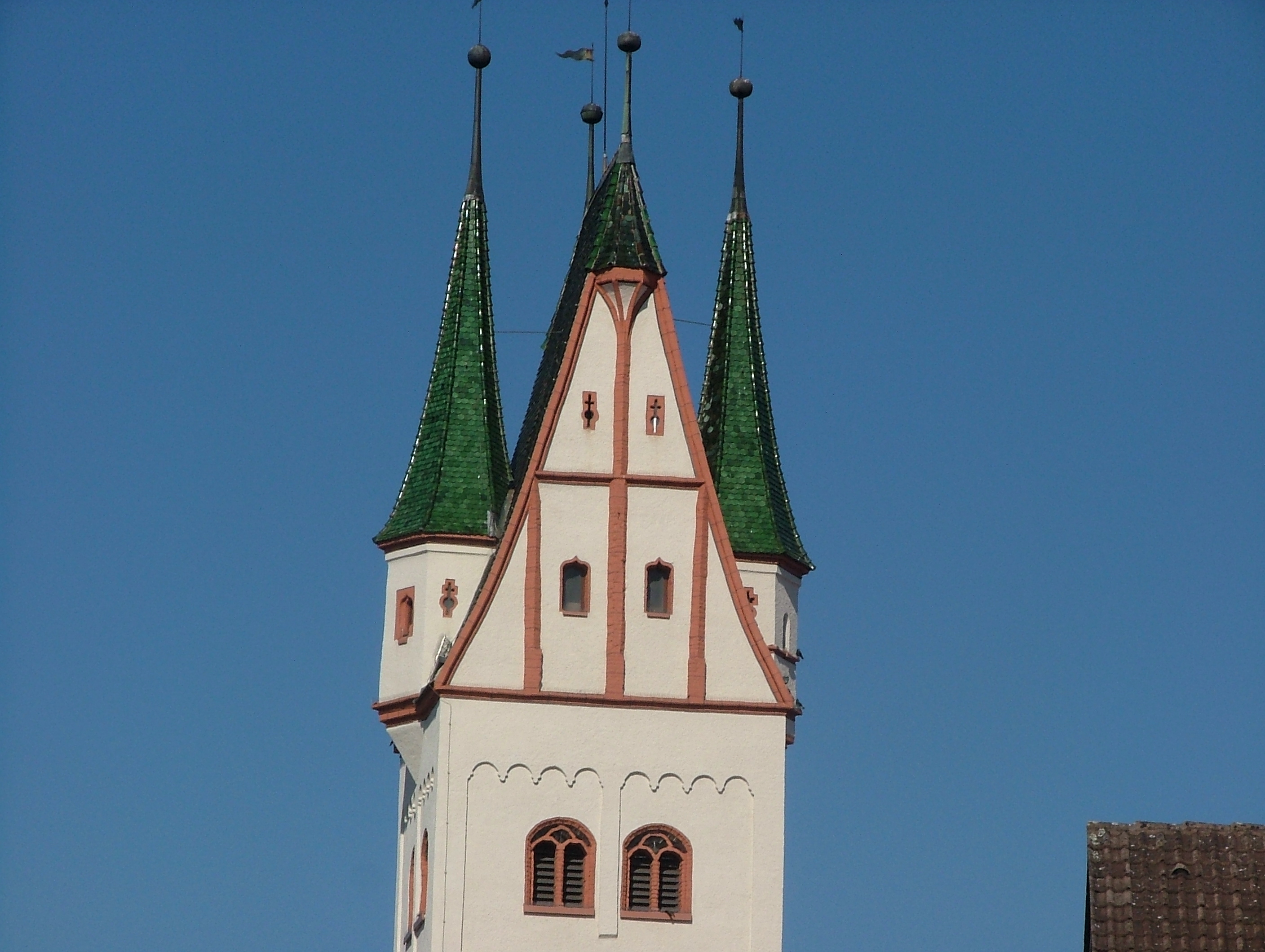
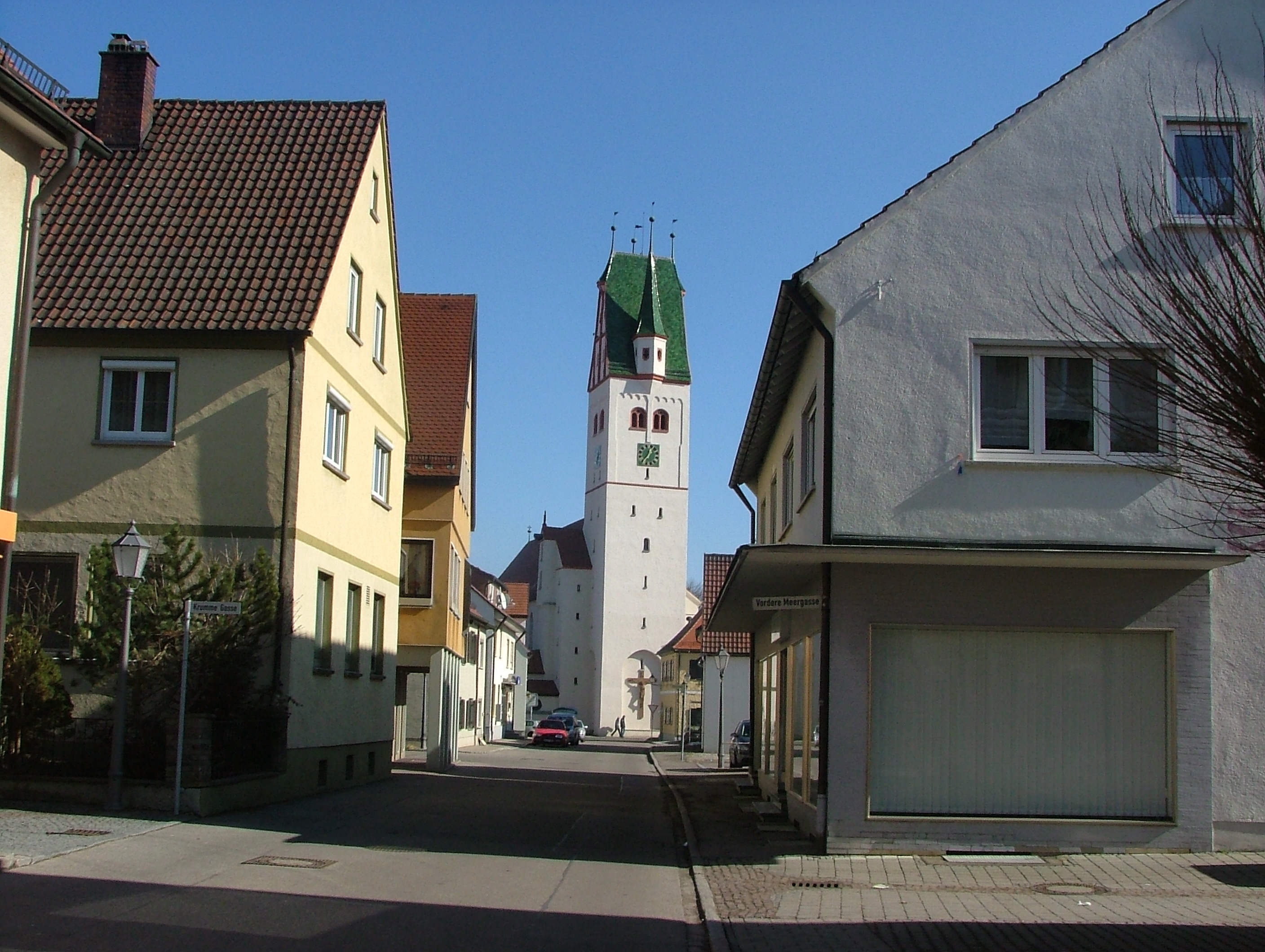
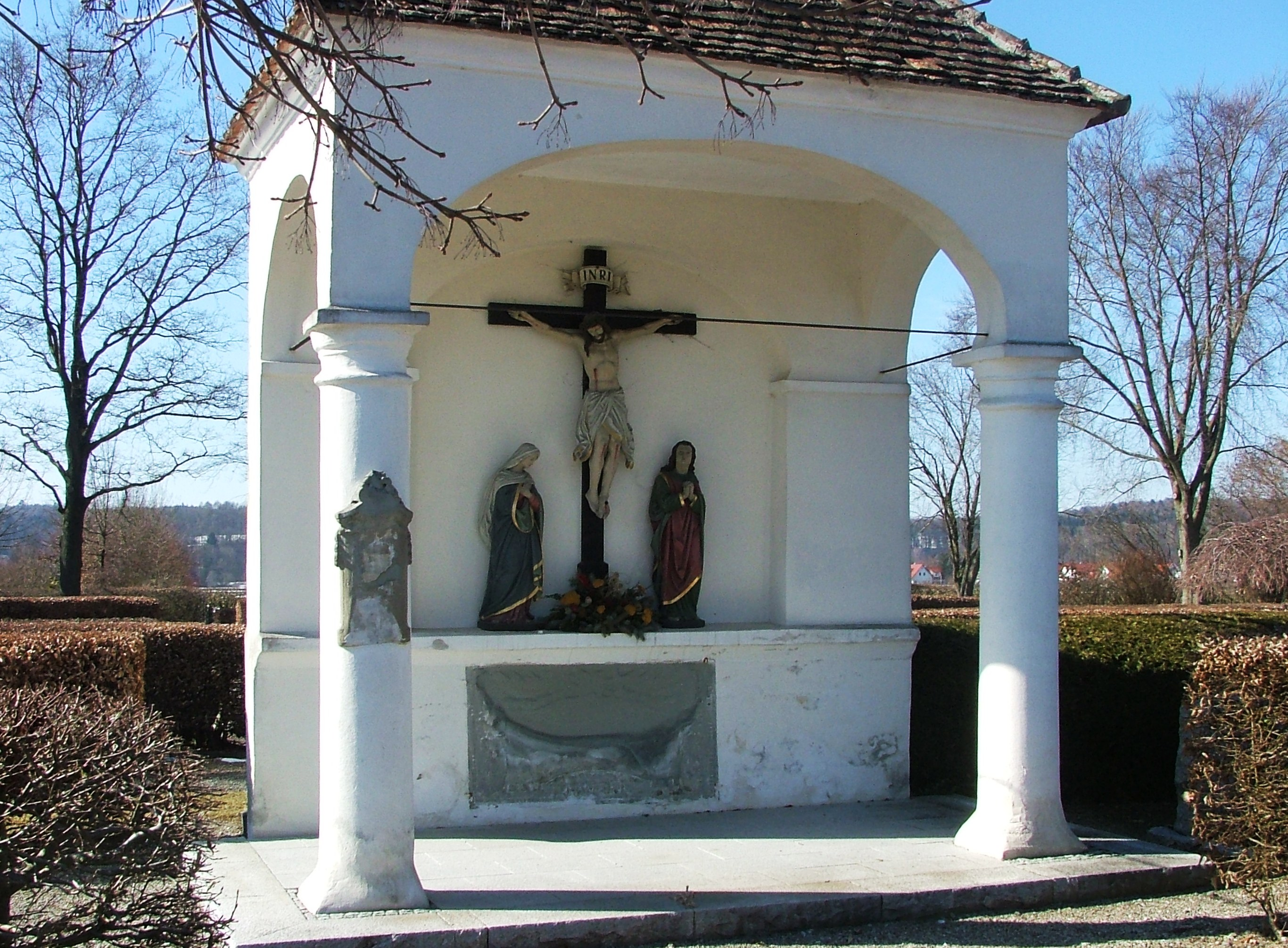
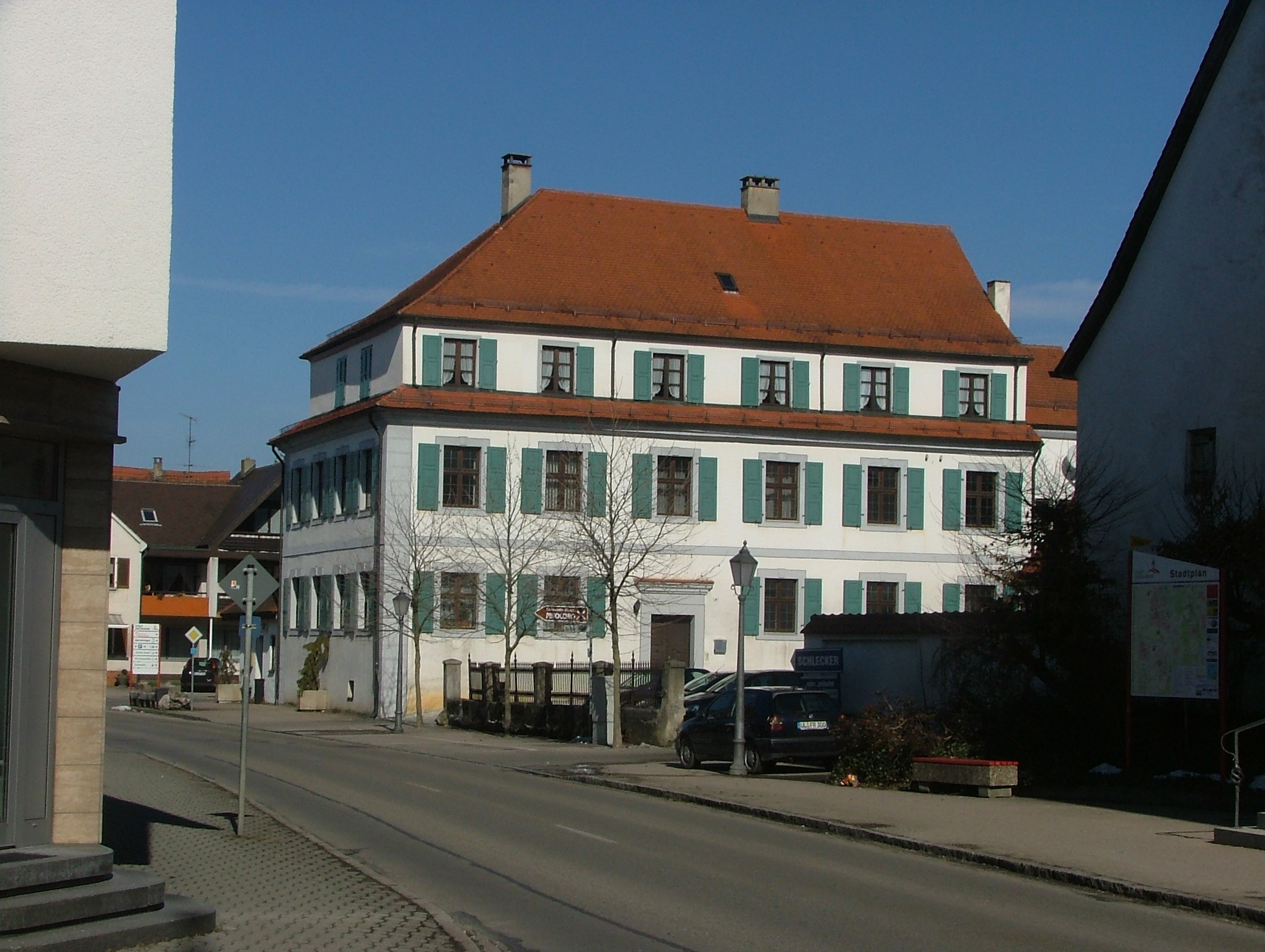